# 12386 Nikolova
12386 Nikolova è un asteroide della fascia principale. Scoperto nel 1994, presenta un'orbita caratterizzata da un semiasse maggiore pari a 2,8456779 UA e da un'eccentricità di 0,1442049, inclinata di 3,13798° rispetto all'eclittica.